# Una direzione giusta
Una direzione giusta è un singolo del rapper italiano Thasup sotto lo pseudonimo di Yungest Moonstar e del cantante italiano Neffa, pubblicato il 2 agosto 2021.

## Descrizione
Il singolo è una reinterpretazione del brano Lontano dal tuo sole di Neffa ed è stato realizzato da Thasup attraverso lo pseudonimo Yungest Moonstar.

## Tracce
Testi di Davide Mattei, Giovanni Pellino, musiche di Davide Mattei.
1. Una direzione giusta – 3:35

## Classifiche
| Classifica (2021) | Posizione massima |
| ----------------- | ----------------- |
| Italia            | 8                 |